# Circuito Exterior Mexiquense
El Circuito Exterior Mexiquense, también conocido como Vía Mexiquense o Autopista Mexiquense, es una serie de autopistas de cuota construidas desde el año 2006 al 2011 por el gobierno del Estado de México, cuya finalidad es dar una opción a los vehículos automotores que deben atravesar la Ciudad de México.

## Historia
Desde el gobierno del Regente Ernesto P. Uruchurtu del aquel entonces Distrito Federal de México, se ha tenido la necesidad de evitar el paso por la Ciudad de México de los vehículos automotores que deben atravesarla para llegar al otro extremo del país, ya que por motivos de centralismo, todo el sistema carretero del país se ha diseñado para concurrir a la Ciudad de México. Así, un viajero de Guadalajara al Puerto de Veracruz debía irremediablemente pasar por las vías propias de la Ciudad de México, lo que por años ha causado congestionamientos vehiculares en la misma, al grado de que incluso las autoridades de Ciudad de México han impuesto una restricción a la entrada y circulación de vehículos particulares y de carga.
Es por esto que inicialmente se planeó darle a la Ciudad de México dos carreteras de circunvalación que permitieran rodear las zonas urbanas, sobre todo a los vehículos de carga, construyéndose el llamado Circuito Interior que utilizaba los cauces de varios ríos y carreteras como la Tacubaya-San Ángel (hoy conocida como Avenida Revolución) para proporcionar una vía interior rápida a la ciudad, mientras al exterior se construía un Anillo Periférico que permitiera evitar del todo a la ciudad y fuera usado como límite físico para el crecimiento urbano de la ciudad. Este trabajo fue llevado a cabo inicialmente por el referido regente de, quien incluso amplió avenidas como Paseo de la Reforma, Avenida de los Insurgentes y el Eje Central Lázaro Cárdenas.
Con el crecimiento desmesurado de la ciudad, sobre todo inducido por la inmigración del campo a la ciudad, la invasión de terrenos de protección ecológica, sobre todo al poniente, y el desarrollo de colonias irregulares en el lecho seco del lago de Texcoco al oriente, este Anillo Periférico terminó por ser una vía interior de la Ciudad de México y de la Zona Metropolitana del Valle de México. 
Esto aunado a que el territorio de Ciudad de México se incrusta en el territorio del estado de México, dividiéndolo en la práctica en dos territorios conocidos en forma general como Valle de Toluca y Valle Cuautitlán-Texcoco, el gobierno del estado de México ha pugnado con el Gobierno Federal la construcción de vialidades que den continuidad al tráfico propio del estado de México. Para reparar esto, el gobierno federal ideó un sistema carretero periférico.
Éste se desarrolló con la terminación del Anillo Periférico y la construcción en el poniente de las autopistas Chamapa-Lechería y Chamapa-La Venta, las mismas que, con la no construida La Venta- Colegio Militar, permitirán pasar del norte de la Ciudad de México al estado de Morelos evitando el interior de la Ciudad de México y su zona conurbada. Al oriente se realizaron la autopista México-Texcoco y las carreteras estatales Ecatepec-Texcoco y Texcoco-Chalco, todo esto durante el sexenio de Carlos Salinas de Gortari.
Durante los siguientes años el proyecto fue detenido por los problemas económicos del país. Es hasta la entrada del gobierno de Enrique Peña Nieto en 2006 que se reinician los trabajos. Para esto se nombra a las autopistas faltantes del norte de la Zona Metropolitana del Valle de México como Circuito Exterior Mexiquense, mientras en la Ciudad de México se desarrolla una parte modificada de la autopista La Venta-Colegio Militar, primero con la creación del Eje Cinco Poniente, el Puente de los Poetas y actualmente la Supervía Poniente.

## Etapas

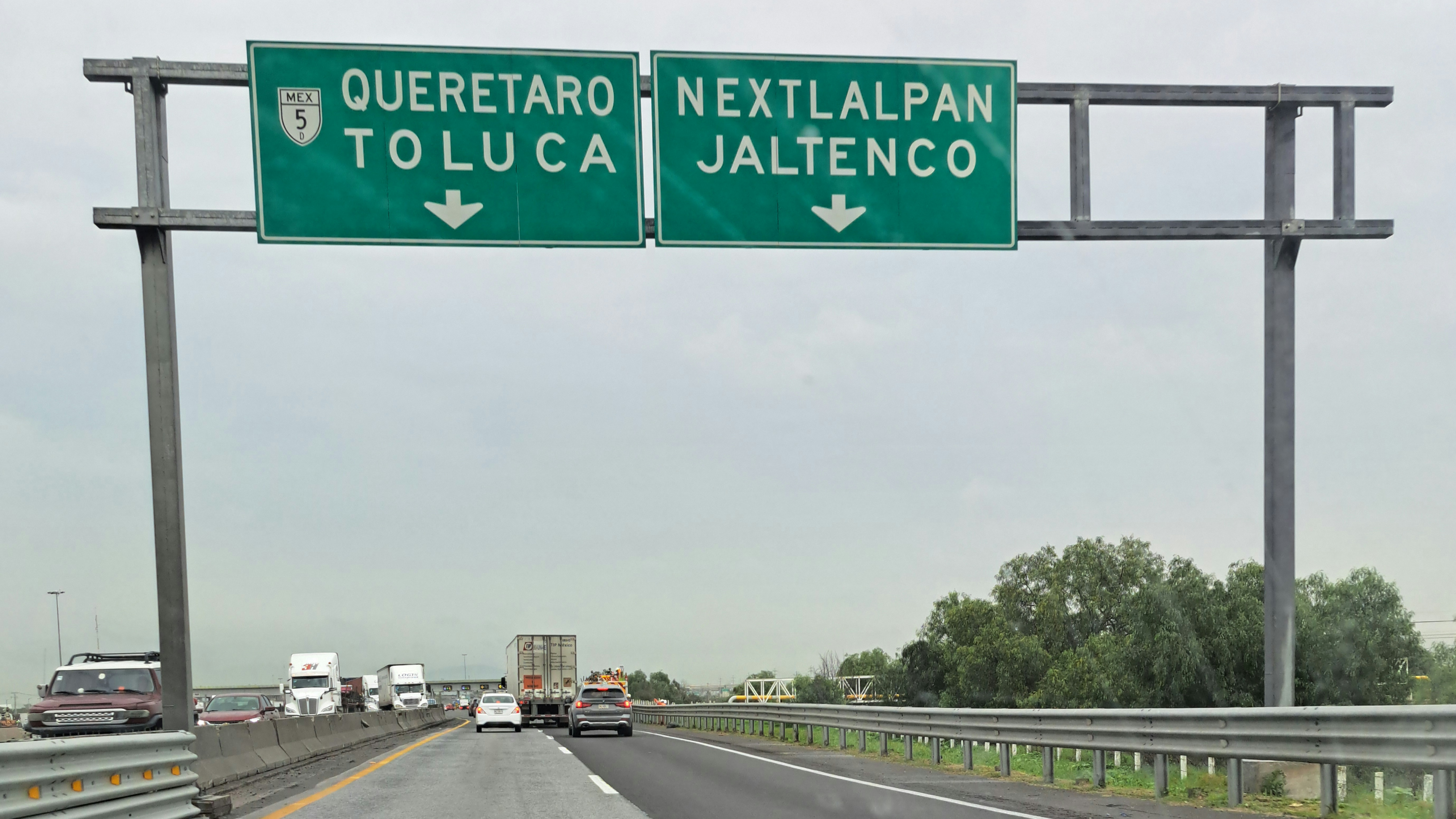
Tramo del Circuito Exterior Mexiquense cercano a Tultepec, correspondiente a la primera etapa.

El Circuito Exterior Mexiquense fue planeado para ser construido en cuatro etapas, que a su vez se dividirían en fases.
- Primera etapa. Inicia en la Autopista México - Querétaro a la altura de Jorobas y termina en la Autopista Peñón - Texoco. Inaugurada en 2008.
- Segunda etapa. Consta de dos tramos: uno que parte de la Autopista Peñón - Texcoco y llega hasta el entronque Nabor Carrillo, y otro que parte de este último hasta llegar a la Autopista México - Puebla. Cuenta con dos ramales adicionales: uno que conecta con el Anillo Periférico, y otro con la Avenida Bordo de Xochiaca
- Tercera etapa. El primer tramo de esta etapa sirve como la continuación de la Autopista Chamapa - Lechería, cerca del Lago de Guadalupe hasta entroncar con la Autopista México Querétaro a la altura de Cuautitlán Izcalli; el segundo tramo parte de dicha autopista y termina en el municipio de Tultepec, donde se conecta con la etapa 1.

- Cuarta etapa. Autopista México Puebla-Nepantla.  Este proyecto contemplaba una cuarta etapa, la cual llegaría hasta Nepantla, población del municipio de Tepetlixpa que se ubica en los límites con el estado de Morelos y lugar de nacimiento de Sor Juana Inés de la Cruz. Tenía como base el trazo de la carretera federal 115 México - Cuautla, ampliándola y creando libramientos para las principales poblaciones, así como estableciendo pasos a desnivel para los diversos cruceros de poblaciones más pequeñas. Esta etapa no fue realizada por el gobierno del estado de México. De acuerdo con el director de Sistema de Autopista y Aeropuertos, Servicios Conexos y Auxiliares, Manuel Ortiz García: "Sin embargo, el gobierno federal amplió la carretera que va de Chalco a Nepantla, este proyecto habrá que desfasarlo, por lo pronto no se necesita».[6] Carretera Federal 115

Con la inauguración de la última fase (Bordo de Xochiaca-Autopista México-Puebla) de la segunda etapa es que se dio oficialmente por terminada en abril del 2010.

## Características generales
El diseño de misma se basa en autopista de dos carriles, con velocidad de proyecto de 110 km/h, tipo A4, con servicios de auxilio vial, teléfonos S.O.S y estacionamiento. El tramo Jorobas-Peñón Texcoco cuenta con 52.7 km,; el tramo Texcoco – Bordo Xochiaca con 7 km de longitud, Lago de Guadalupe - Vialidad Mexiquense con 10 km de longitud; el tramo Entronque Nabor Carrillo – Autopista México–Puebla con 39 km de longitud y la Vialidad Mexiquense-Tultepec con 10 km.

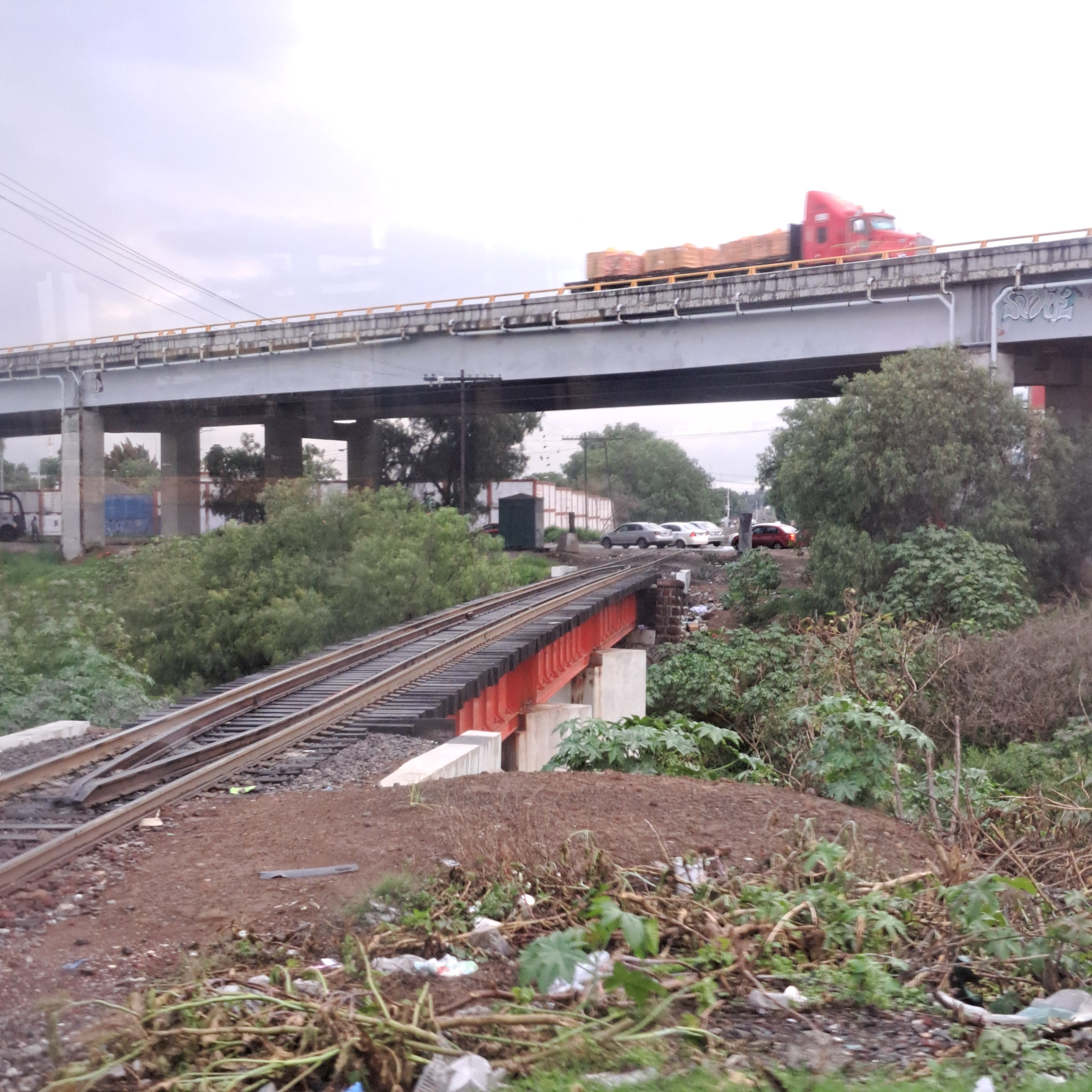
Viaducto elevado del Circuito Exterior Mexiquense paralelo a la Avenida Central Carlos Hank Gonzalez, en Ecatepec de Morelos.

Algunas de las principales conexiones del Circuito Exterior Mexiquense son:
- Autopista Chamapa - Lechería
- Autopista México - Querétaro, en Jorobas y en Cuautitlán Izcalli
- Conexión CEM - AIFA
- Carretera Lechería - Texcoco
- Autopista México - Pachuca
- Autopista Ecatepec - Pirámides
- Avenida Central Carlos Hank González
- Anillo Periférico
- Autopista Peñón - Texoco
- Avenida Bordo de Xochiaca
- Carretera Los Reyes - Texcoco
- Autopista México - Puebla

Pretendía conectar hasta Nepantla, última población, en los límites del estado de Morelos, pero este último tramo, se desincorporó del proyecto y fue realizado por el gobierno federal como ampliación de la carretera federeal 115 México-Cuautla que no es de cuota, pero que será de alta velocidad.

## Críticas
El Circuito Exterior Mexiquense ha recibido críticas que van desde el proceso de su construcción hasta sus consecuencias para las poblaciones que colindan con ella. 
Entre ellas el movimiento encabezado por ciudadanos del municipio de Chimalhuacán, quienes liderados por Jesús Tolentino Román Bojórquez bloquearon la vía durante el periodo del 25 de marzo al 27 de abril de 2011 exigiendo la construcción de puentes vehiculares que comuniquen ambos lados de la población, la cual quedó partida en dos por la carretera que al ser una vía de cuota es económicamente inaccesible al grueso de la población de esta localidad. La empresa a la que se concesionó la vía, OHL, aceptó construir estos puentes. Otras poblaciones por las que cruza el circuito sufren de los mismos problemas, fueron partidas en dos dejando aisladas a las personas que viven en sus inmediaciones, de acuerdo a testimonios de ejidatarios de Tultepec quienes demandaron al gobierno de Enrique Peña Nieto por los daños que la autopista les ha causado el circuito es para ellos «como una barda, un muro muy alto al que uno no puede treparse» el llevar su ganado a las tierras de pastura se ha vuelto imposible para estos campesinos cuyas tierras además fueron usadas como basurero para todo el material usado en la construcción, razón por la cual no se les indemnizó.
Se ha acusado que no existió ningún tipo de planeación urbanista o ambiental en la construcción de la autovía, en todo su trazado no se incluyó ninguna zona de amortiguamiento destinada a resarcir los daños ecológicos que la obra traería consigo, lo cual incrementa la presión sobre los ecosistemas del Valle de México. Finalmente, se ha hablado que la obra se realizó en violación de las leyes, en su construcción no se contó con un decreto de expropiación de las tierras ejidales sobre las que fue construida, pasando por alto el Artículo 27 de la Constitución Mexicana y se ha aclarado que la vía no es de utilidad pública como se argumenta, pues al ser una vía de cuota no beneficia a enormes grupos de población.